# Сент-Амур (фільм)
«Сент-Амур» (фр. Saint-Amour‎) — французько-бельгійський комедійний фільм, знятий Бенуа Делепіном і Гюставом Керверном. Світова прем'єра стрічки відбулась 19 лютого 2016 року на Берлінському міжнародному кінофестивалі. Фільм розповідає про стосунки між батьком та сином.

## У ролях
- Жерар Депардьє — Жан
- Бенуа Пульворд — Бруно
- Селін Саллетт — Венера
- Венсан Лакост — Майк
- Гюстав Керверн — дядько
- Йоланда Моро — Марі
- К'яра Мастроянні — власниця картоплі фрі
- Ана Жирардо — близнюк
- Андреа Ферреоль — жінка на сніданку
- Мішель Уельбек — власник гостьового будинку
- Ізя Іжлен — колишня Майка